# Route nationale 838
Pour les articles homonymes, voir Route 838.
La route nationale 838 ou RN 838 est une ancienne route nationale française reliant Versailles (Yvelines) à Angerville (Essonne).
À la suite de la réforme de 1972, elle a été déclassée en RD 938 dans les Yvelines, et en RD 838 dans l'Essonne et en Eure-et-Loir.

## Historique
L'itinéraire « Versailles-Angerville » est classé dans le réseau des routes nationales par le décret du 16 septembre 1932. À cette date entièrement inclus dans l'ancien département de Seine-et-Oise, l'itinéraire comportait quatre enclaves dans le département d'Eure-et-Loir : une à Oysonville, deux dans l'ancienne commune de Grandville-Gaudreville et une dans l'ancienne commune de Dommerville, rattaché depuis 1974 à Angerville.
Concernant le département d'Eure-et-Loir, le transfert des enclaves du réseau national au conseil général (1,865 km), est acté par un arrêté interministériel publié au journal officiel le 17 décembre 1972.

## Tracé, départements et communes traversées

### Yvelines (RD 938)
- Versailles
- Buc
- Toussus-le-Noble
- Châteaufort
- Magny-les-Hameaux
- Saint-Rémy-lès-Chevreuse

### Essonne (RD 838)
- Les Molières
- Limours
- Angervilliers
- Saint-Cyr-sous-Dourdan
- Dourdan, où elle rencontre l'ancienne RN 836
- Les Granges-le-Roi
- Authon-la-Plaine
- Saint-Escobille
- Mérobert

### Eure-et-Loir (RD 838)
- Oysonville

### Essonne
- Congerville-Thionville

### Eure-et-Loir
- Gommerville

### Essonne
- Pussay
- Angerville